# Canoa/kayak ai Giochi della XIX Olimpiade - K2 500 metri femminile
La competizione del K2 500 metri femminile di Canoa/kayak ai Giochi della XIX Olimpiade si è disputata nei giorni dal 22 al 25 ottobre 1968 nella Pista Olímpica de Remo y Canotaje Virgilio Uribe del Canal de Cuemanco, Città del Messico. 

## Programma
| Data            | Round      | Nota                                         |
| --------------- | ---------- | -------------------------------------------- |
| 22 ottobre 1968 | 2 Batterie | Le prime 3 in finale. I restanti ai recuperi |
| 24 ottobre 1968 | 1 Recupero | Le prime 3 in finale                         |
| 25 ottobre 1968 | Finale     |                                              |

## Risultati

### Batterie
| Pos. | Nazione          | Atleti                                     | Totale | Nota |
| ---- | ---------------- | ------------------------------------------ | ------ | ---- |
| 1    | Germania Ovest   | Roswitha Esser, Annemarie Zimmermann       | 1'59"5 | Q    |
| 2    | Romania          | Valentina Serghei, Viorica Dumitru         | 1'59"6 | Q    |
| 3    | Unione Sovietica | Ljudmila Pinaeva, Antonina Seredina        | 1'59"9 | Q    |
| 4    | Stati Uniti      | Sperry Rademaker, Marcia Jones Smoke       | 2'08"9 |      |
| 5    | Canada           | Claudia Hunt, Betty-Anne Gowans            | 2'12"1 |      |
| 6    | Messico          | Ann Margarit Henningsen, Angelica Zawadski | 2'15"3 |      |

| Pos. | Nazione       | Atleti                               | Totale | Nota |
| ---- | ------------- | ------------------------------------ | ------ | ---- |
| 1    | Ungheria      | Anna Pfeffer, Katalin Sági-Rozsnyói  | 2'01"0 | Q    |
| 2    | Germania Est  | Anita Kobuß, Karin Haftenberger      | 2'02"8 | Q    |
| 3    | Paesi Bassi   | Mieke Jaapies, Tjeertje Bergers-Duif | 2'03"4 | Q    |
| 4    | Gran Bretagna | Lesley Oliver, Barbara Mean          | 2'06"5 |      |
| 5    | Polonia       | Izabella Antonowicz, Jadwiga Doering | 2'06"8 |      |

### Recupero
| Pos. | Nazione       | Atleti                                     | Totale  | Nota |
| ---- | ------------- | ------------------------------------------ | ------- | ---- |
| 1    | Polonia       | Izabella Antonowicz, Jadwiga Doering       | 2'03"48 | Q    |
| 2    | Stati Uniti   | Sperry Rademaker, Marcia Jones Smoke       | 2'04"54 | Q    |
| 3    | Gran Bretagna | Lesley Oliver, Barbara Mean                | 2'06"31 | Q    |
| 4    | Canada        | Claudia Hunt, Betty-Anne Gowans            | 2'07"88 |      |
| 5    | Messico       | Ann Margarit Henningsen, Angelica Zawadski | 2'10"11 |      |

### Finale
| Pos.    | Nazione          | Atleti                               | Totale  | Nota |
| ------- | ---------------- | ------------------------------------ | ------- | ---- |
| Oro     | Germania Ovest   | Roswitha Esser, Annemarie Zimmermann | 1'56"44 |      |
| Argento | Ungheria         | Anna Pfeffer, Katalin Sági-Rozsnyói  | 1'58"60 |      |
| Bronzo  | Unione Sovietica | Ljudmila Pinaeva, Antonina Seredina  | 1'58"61 |      |
| 4       | Romania          | Valentina Serghei, Viorica Dumitru   | 1'59"17 |      |
| 5       | Germania Est     | Anita Kobuß, Karin Haftenberger      | 2'00"18 |      |
| 6       | Paesi Bassi      | Mieke Jaapies, Tjeertje Bergers-Duif | 2'02"02 |      |
| 7       | Stati Uniti      | Sperry Rademaker, Marcia Jones Smoke | 2'02"97 |      |
| 8       | Gran Bretagna    | Lesley Oliver, Barbara Mean          | 2'03"70 |      |
| 9       | Polonia          | Izabella Antonowicz, Jadwiga Doering | 2'04"20 |      |